# William P. Jackson
William P. Jackson (Salisbury, 1868. január 11. – Salisbury, 1939. március 7.) az Amerikai Egyesült Államok szenátora (Maryland, 1912–1914).